# Kristína Kučová
Kristína Kučová (Bratislava, 23 maggio 1990) è una tennista slovacca.

## Biografia
Sorella di Zuzana Kučová anch'essa giocatrice professionista di tennis, nel 2006 si fermò al terzo turno nel torneo di Wimbledon venendo sconfitta da Naomi Cavaday.
L'anno dopo, nel 2007, vinse l'US Open 2007 Junior sconfiggendo in finale Urszula Radwańska con il punteggio di 6-3, 1-6, 7–6(4). Nello stesso anno partecipò anche al torneo di Wimbledon 2007.
Nel 2009 disputa il primo torneo slam della carriera a Wimbledon, dove ottiene anche il primo successo in un major al primo turno sulla qualificata Nakamura. Al secondo turno viene battuta dalla campionessa del 2006 Amélie Mauresmo in 2 set.
Nel 2009 partecipò al Tashkent Open con Kathrin Wörle non riuscendo a superare il primo turno.

### 2010
Nel 2010 Kristína partecipa alle qualificazioni dei WTA di Auckland e Hobart, senza tuttavia riuscire ad entrare nel tabellone principale. Riesce a partecipare invece agli Australian Open dove perde all'esordio dalla 9ª testa di serie Vera Zvonarëva, per 6-2 6-0. Dopodiché viene chiamata dalla Nazionale slovacca di Fed Cup per disputare lo spareggio per accedere al gruppo 1 della Fed Cup 2011. Kučová perde il suo match contro la cinese Han ma nonostante questo la sua nazionale vince 3-2. A Memphis perde all'esordio da Ajla Tomljanović, per 6-4 6-4. Non riesce a qualificarsi nel main draw di Indian Wells, Miami e Parigi mentre a fine maggio arriva in finale all'ITF di Brno, perdendo da Zuzana Ondrášková in tre set. A Wimbledon si ferma al primo di qualificazione, battuta nuovamente dalla Tomljanovic. Dopodiché disputa il primo turno del WTA di Bastad, eliminata al primo turno da Caterina Castaño per 6-0 6-3. A livello ITF non raggiunge risultati eclatanti, se non una semifinale a Tallinn e una finale a Bucharest. Non passa le qualificazioni né agli US Open, né a Linz né a Mosca. Chiude l'anno alla posizione numero 232 del ranking mondiale.

### 2011
La slovacca comincia l'anno con due sconfitte in altrettanti ITF al primo turno. Partecipa poi al WTA di Parigi GDF dove passa le qualificazioni e batte al primo turno Ekaterina Makarova (numero 41 del mondo) prima di uscir sconfitta nel match di secondo turno contro Andrea Petković (6-4 6-2). A Kuala Lumpur si arrende all'ultimo turno di qualificazioni, sconfitta da Tetjana Lužans'ka in 3 set. Sulla terra non si qualifica per il WTA di Stoccarda mentre al Roland Garros viene superata al primo turno di quali da Laura Siegemund in 2 tie-break. Anche a Wimbledon non si qualifica per il main-draw così come a Båstad. A Baku batte al primo turno Tetjana Aref"jeva con un doppio 6-3 mentre al secondo turno raccoglie le briciole contro Vera Zvonarëva. Chiude la sua stagione WTA agli US Open, dove sconfigge al primo turno delle qualificazioni l'argentina Molinero per 6-4 6-1 mentre al secondo turno si ferma contro Stéphanie Foretz (7-5 al terzo). A livello ITF non ottiene nemmeno una semifinale durante l'anno. Conclude la stagione al numero 205 del mondo.

### 2012
Kučová inizia la stagione disputando le qualificazioni per l'Australian Open. Nella circostanza viene eliminata subito da Hlaváčková per 1-6 1-6. Tenta le quali anche a Parigi GDF: dopo aver battuto Anna Floris per 6-4 6-2 cede ad Alberta Brianti in due set. Subito dopo, cerca di qualificarsi anche in quel di Copenaghen; dopo aver eliminato Richel Hogenkamp per 4-6 6-4 6-2, viene nettamente sconfitta dalla Curenko (2-6 0-6). La slovacca non riesce a qualificarsi nemmeno al Brussels Open, subito estromessa da Alexa Glatch. A giugno, raggiunge la prima finale ITF dell'anno, nel torneo di Alkmaar; nell'ultimo atto si impone sull'austriaca Toljan per 6-3 6-4. Nel mese successivo, ottiene la seconda finale ITF dell'anno in quel di Denain, come testa di serie numero 5. Riesce a conquistare il titolo battendo Michaela Hončová in tre set. La settimana dopo centra la semifinale nell'ITF belga di Zwevegem, estromessa dalla lettone Anastasija Sevastova. L'ultimo risultato di rilievo lo ottiene nell'ITF di Koksijde, dove arriva sino ai quarti, perdendo da Annika Beck. Chiude l'anno al numero 287 del mondo.

### 2013
I primi risultati significativi della stagione della slovacca giungono ad Aprile: raggiunge i quarti all'ITF di Istanbul (sconfitta da Vekić) e i quarti nel torno di casa di Trnava, partendo dalle qualificazioni e venendo battuta solo da Paula Ormaechea. Dopo aver fallito la qualificazione al Brussels Open, coglie a Maribor la prima semifinale ITF dell'anno, perdendo da Polona Hercog per 3-6 0-6. Replica la semifinale nell'ITF di Padova, dove si arrende alla padrona di casa Patricia Mayr-Achleitner. A Zlín, Kučová raggiunge la prima finale ITF dell'anno da testa di serie numero 4; nell'ultimo atto viene battuta dall'austriaca Melanie Klaffner in due set. A fine luglio centra il primo successo ITF in quel di Les Contaimines Montjoie, eliminando in finale la francese De Bernardi. A Craiova arriva il secondo successo ITF dell'anno, estromettendo in finale la Brianti (7-5 3-6 6-4). Grazie a questo risultato, la slovacca riesce a rientrare tra le prime 200 del mondo, al numero 182. In seguito, ottiene la semifinale all'ITF di Fleurus (perdendo da Diāna Marcinkēviča) e la finale all'ITF di Sofia (battuta da Mayr-Achleitner). Al BGL Luxembourg Open riesce a passare le qualificazioni, centrando il primo main-draw WTA del suo 2013: nella circostanza viene estromessa da Su Wei Hsieh in tre set lottati. L'ultimo risultato rilevante della stagione arriva all'ITF di Herzlia, dove arriva in finale; qui è costretta al ritiro sul 3-6 6-4 2-5 contro Julija Bejhel'zymer.
Termina la stagione al numero 154 del mondo, mentre, nel corso dell'anno, raggiunge il suo best-ranking al numero 147.

### 2014 - prima semifinale WTA della carriera
Kučová inizia l'anno provando le qualificazioni di tre eventi WTA: non ha fortuna in nessuno di questi, poiché viene battuta all'esordio a Sydney (da Misaki Doi), all'Australian Open (da Paula Kania) e a Doha (da Lučić-Baroni). Dopodiché, centra 2 quarti di finale in altrettanti ITF brasiliani: uno a Campinas (sconfitta da Panova in 2 set) e uno a San Paolo (eliminata da María Irigoyen). Ad aprile, riesce a qualificarsi al suo primo torneo WTA dell'anno, in quel di Katowice: supera i 2 turni di quali battendo Bondarenko e Bejhel'zymer, mentre al primo turno si trova di fronte la rumena Monica Niculescu. Kristína estromette la sua avversaria addirittura per 6-1 6-1, accedendo al secondo turno di un torneo WTA per la terza volta in carriera (dopo Parigi GDF e Baku 2011). Ai sedicesimi viene eliminata dalla francese Alizé Cornet (numero 22 del mondo), per 3-6 6-4 3-6.
Kučová viene chiamata dalla Slovacchia per disputare il secondo singolare della sfida contro il Canada di Eugenie Bouchard, valevole per lo spareggio per il gruppo mondiale. Kristína affronta proprio Bouchard, dalla quale viene sconfitta in tre set (6(0)-7 6-2 1-6). La Slovacchia perderà il confronto per 3-1.
Né al Roland Garros né a Wimbledon passa il primo turno qualificatorio, estromessa da Ramialison e da Zanevs'ka. A fine luglio raggiunge la prima semifinale ITF dell'anno a Siofok, venendo battuta da Denisa Allertová in due set.
A Bucarest viene, per la seconda volta in carriera, ammessa direttamente in un tabellone WTA. La slovacca vince il derby contro Anna Karolína Schmiedlová al primo turno, mentre al secondo turno elimina la padrona di casa Cristina Dinu (6-2 6-3). Raggiunge così il primo quarto WTA in assoluto, dove ad attenderla c'è la montenegrina Danka Kovinić. Kristína riesce a superare l'ostacolo e a spuntarla per 6-4 1-6 6-3, centrando la prima semifinale WTA della sua vita. Nella circostanza, si arrende alla testa di serie numero 2 Roberta Vinci, con lo score di 1-6 3-6. Grazie a questo exploit, ottiene il best ranking al numero 129 del mondo.
Nella settimana successiva alla semifinale di Bucarest, la slovacca vince il primo ITF dell'anno a Sobota, superando in finale Sesil Karatančeva in tre set. Non centra le qualificazioni allo US Open (subito fuori contro Sofia Šapatava), ma riesce a vincere il secondo ITF dell'anno a Fleurus (migliorando la semifinale ottenuta nel 2013) sconfiggendo Evgenija Rodina nell'ultimo atto. Partecipa al Tashkent Open, dove soccombe alla russa Panova al primo turno.
Negli ultimi tornei, centra un quarto nell'ITF di Podgorica (battuta da Gatto-Monticone), ma non riesce a qualificarsi a Linz e perde subito nel WTA 125K di Limoges (contro la qualificata Piter).
Chiude l'anno al numero 143 della classifica, ma nel corso dell'annata riesce ad arrivare a ridosso della top-100, fino a issarsi al numero 103 del mondo.

### 2015
La slovacca inizia l'anno tentando le qualificazioni in 4 eventi WTA: Brisbane, Sydney, Australian Open e Dubai. In tutte e quattro le circostanze, tuttavia, non riesce a entrare nel tabellone principale, racimolando appena una vittoria su 5 match giocati. Si risolleva all'ITF di Beinasco, dove riesce a trionfare battendo in finale la ceca Krejčíková per 6-4 7-6(3). Ad aprile riesce ad accedere al primo main draw dell'anno, in quel di Charleston: nelle qualificazioni, elimina le americane Samantha Crawford e Maria Sanchez, mentre nel tabellone principale si impone su Mirjana Lučić-Baroni in tre set al primo turno. Quella contro la croata è la prima vittoria in un evento WTA premier della carriera per Kučová. Al secondo turno si arrende alla ceca Lucie Hradecká, per 5-7 3-6. Alla Claro Open Colsanitas di Bogotà viene estromessa subito da Sachia Vickery, per 0-6 7-5 4-6. In seguito, non riesce a qualificarsi né per Stoccarda, né per Parigi e nemmeno per Wimbledon. In compenso, riesce a ottenere il secondo trionfo ITF dell'anno in quel di Toruń, sconfiggendo in finale Giulia Gatto-Monticone in rimonta, per 4-6 6-1 6-4. A Bucarest non riesce a replicare la brillante cavalcata offerta un anno prima e viene subito eliminata da Teliana Pereira per 3-6 7-6(4) 6(6)-7. Successivamente, non riesce a entrare nei tabelloni principali di Bad Ganstein (subito battuta da Ana Bogdan) e degli US Open (estromessa immediatamente da Tereza Mrdeža).
Chiude positivamente l'anno nel circuito ITF con un altro titolo a Buča (battendo in finale Cadanțu), una semifinale a Suzhou e due quarti a Nanjing e Dubai.
Termina l'annata al numero 147 della classifica mondiale.

### 2016: semifinale in un Premier 5 e top-100
Kristína inizia l'anno provando le quali a Brisbane e all'Australian Open: in entrambi i casi arriva all'ultimo turno, fermandosi però contro la connazionale Jana Cepelova nel premier e contro Yafan Wang nello slam. Al Taiwan Open viene subito estromessa da Anastasija Sevastova, con lo score di 6-4 6(0)-7 6(3)-7. A Kuala Lumpur, torna a raggiungere un quarto di finale WTA, a distanza di quasi 2 anni dall'ultima volta (Bucarest 2014): per arrivarci, elimina Stefanie Vögele (7-6(4) 6-4) e la testa di serie numero 7 Su Wei Hsieh per 6-1 3-6 6-3. nei quarti viene battuta dalla top-20 Elina Svitolina, per 6-1 1-6 1-6. A Charleston, migliora il risultato colto qui l'anno prima: supera le qualificazioni senza cedere set e, nel tabellone principale, si impone su Madison Brengle (7-5 6-2) e Kateryna Bondarenko (0-6 6-3 6-3), perdendo solo al terzo turno da Angelique Kerber (numero 2 del mondo) con lo score di 2-6 3-6. Riesce a passare le qualificazioni anche ad Istanbul, battendo Valerija Strachova e Marina Eraković, Nel main draw ha la meglio su Julia Glushko e, ancora una volta, su Kateryna Bondarenko, cogliendo il secondo quarto WTA dell'anno. Nella circostanza, viene estromessa da Stefanie Vögele per 5-7 2-6. Al Roland Garros, passa i primi due turni qualificatori contro Cetkovská e Katō, prima di cedere a Maryna Zanevs'ka in tre set (2-6 6-3 2-6). Ne 125K di Vallo della Brazza, raggiunge il terzo quarto di finale di livello WTA, eliminando Schmiedlová e Tatišvili e perdendo da Polona Hercog (n°7 del seeding, per 4-6 1-6). La stagione sull'erba non arride a Kučová (non si qualifica a Birmingham e a Wimbledon) mentre esce subito a Bucarest (contro Büyükakçay) e a Washington (contro Lisicki).
Kristína si presenta alla Rogers Cup di Montreal come numero 121 del mondo. Supera i due turni di qualificazioni contro Erin Routliffe (6-1 6-2) e contro Christina McHale (6-0 6-4), accedendo al tabellone principale. Al primo turno vince contro Yanina Wickmayer per 4-6 6-2 6-3, centrando il primo successo su una top-40 in carriera. Al secondo turno si trova davanti a Carla Suárez Navarro, numero 9 del mondo; nel primo set, Carla ottiene un break nel 4° gioco, che restituisce subito nel game successivo. La spagnola, però, riesce a ri-strappare il servizio alla slovacca, mantenendo il break fino alla fine e chiudendo il primo parziale in suo favore per 6-3. Nel secondo parziale, Kristína ottiene subito un break nel secondo game, che mantiene fino al 5-2. Carla risale fino al 4-5 ma poi, nel 10° game, ri-perde la battuta, cedendo il set alla slovacca per 6-4. Nel terzo parziale, c'è un iniziale scambio di break; nel terzo game, Carla ottiene un altro break e sale 3-1; Kučová annulla 4 palle break nel quinto game e impatta sul 2-3. Nel sesto game, Suarez cede la battuta e la slovacca pareggia 3-3. Le due tengono il servizio fino al 4-4; Kučová vince il nono game e, nel 10°, Carla serve per rimanere nell'incontro. Sale 40-30 ma, da qui, la slovacca vince 3 punti di fila e sfrutta il primo match point, chiudendo l'incontro in suo favore per 3-6 6-4 6-4. Questo successo rappresenta la prima vittoria in carriera di Kristína su una top-10.
Al terzo turno affronta la numero 42 del mondo e padrona di casa, Eugenie Bouchard. Similmente a quanto successo contro Suarez-Navarro, Kučová vince in rimonta per 3-6 6-4 6-3, centrando il 4° quarto di finale WTA dell'anno. È il primo ottenuto a livello Premier 5 in carriera.
Nei quarti trova Johanna Konta, n° 14 del mondo. Nel primo parziale, la slovacca ottiene un break sul 3-2 e sale 5-2. Konta recupera fino al 4-5 ma cede il servizio alla 5ª palla break, cedendo anche il set per 6-4. Nel secondo set, Kristína ottiene un break decisivo sul 2-1, che manterrà fino alla fine, chiudendo 6-4 6-3 in un'ora e 34 minuti.
Kučová accede alla prima semifinale Premier 5 della carriera, dove trova la numero 12 del mondo Madison Keys. L'americana ha agevolmente la meglio, battendo la slovacca per 6-2 6-1. Nonostante la netta sconfitta, Kristína riesce a sfondare il muro della top-100 e a salire fino al numero 77 del mondo, suo best-ranking.
Dopo non aver passato le qualificazioni a New Haven, riesce a passarle agli US Open (battendo Vickery, Panova e Sorribes Tormo). Al primo turno si arrende a Andrea Petković in due set.
Chiude l'anno al numero 80 del mondo, ma riesce a spingersi fino alla posizione numero 71 (il 12 settembre), suo attuale best ranking.

### 2017
Inizia l'anno allo Shenzhen Open, dove viene subito estromessa da Sorana Cîrstea per 3-6 6-4 4-6. Non riesce a qualificarsi a Sydney, battuta all'ultimo turno da Christina McHale. Gioca l'Australian Open, accedendo al tabellone principale direttamente per la prima volta in carriera; nella circostanza, ottiene il primo successo a Melbourne in carriera contro Christina McHale (6-4 6-0), prima di cedere alla Sevastova in due parziali. A Miami si arrende subito a Naomi Ōsaka con lo score di 2-6 3-6.
Al Volvo Car Open, si impone all'esordio su Silvia Soler Espinosa, per 5-7 7-5 7-6(2). Al secondo turno cede a Irina-Camelia Begu per 6-4 2-6 6(6)-7.
Kučová viene chiamata dalla Slovacchia per disputare gli spareggi valevoli per l'accesso al gruppo mondiale contro l'Olanda. Kristína perde il singolare contro Richel Hogenkamp e, nonostante vinca il doppio, non aiuta la sua nazionale a vincere. Passa l'Olanda 3-2, condannando la Slovacchia alla retrocessione nel Gruppo Mondiale II.
La slovacca va incontro a cinque sconfitte consecutive all'esordio a Istanbul, Praga, Vallo della Brazza, Parigi e Nottingham. A Eastbourne passa il primo turno qualificatorio contro Minella prima di perdere da Mona Barthel in 2 set. Viene però ripescata come lucky loser al posto della Goerges: la slovacca viene però eliminata da Lauren Davis (altra lucky loser). Partecipa al torneo di Wimbledon, dove batte la qualificata Andreescu al primo turno (6-4 6-3) prima di perdere da Timea Bacsinszky per 1-6 0-6. La sua stagione si chiude qui, a causa di un infortunio che la tiene ai box per tutto il resto della stagione.
A causa di questo stop, precipita al numero 243 del mondo, posizione con cui chiude l'anno.

### 2018
Kučová inizia l'anno disputando le qualificazioni nel torneo di Sydney, dove riesce a battere Zhaoxuan Yang in due set prima di cedere a Cici Bellis per 5-7 2-6. Usufruisce del protected ranking per partecipare all'Australian Open. Tuttavia, viene sconfitta subito da Naomi Ōsaka, con lo score di 5-7 2-6. Prova le qualificazioni a Doha; dopo aver superato Océane Dodin per 6-4 6-1, viene estromessa da Markéta Vondroušová in due netti set. Dopo non essere riuscita ad accedere al main draw di Dubai e Indian Wells, gioca l'ITF di Irapuato, dove raggiunge la finale in cui viene battuta da Marie Bouzková per 4-6 0-6. A Rabat usufruisce ancora del ranking protetto, ma, al primo turno, subisce una sonora sconfitta dalla futura vincitrice Elise Mertens (0-6 0-6). A Norimberga, riesce a superare le quali battendo le due tedesche Gabric e Schaefer; al primo turno si arrende a Nadia Podoroska in due set. Partecipa al Roland Garros (sempre con il PR), ma viene subito fermata da Shuai Zhang (tds n°27). A Vallo della Brazza viene subito eliminata da Sof'ja Žuk. Nel frattempo, esce dalle prime 300 del mondo. All'ITF di Braunschweig raggiunge i quarti di finale perdendo dalla tedesca Jule Niemeier in tre parziali. In seguito, raggiunge la semifinale all'ITF di Santa Maria di Pula, venendo battuta da Zarycká con un doppio 6-4. Con il PR, partecipa al torneo International di Hong Kong; al primo turno elimina la testa di serie numero 3 Jeļena Ostapenko con lo score di 5-7 6-3 6-2, tornando a battere una top-20 da Montreal 2016. Al secondo turno sconfigge la lucky loser Tomova con un perentorio 6-1 6-0; la sua corsa si arresta ai quarti, dove cede alla futura campionessa Dajana Jastrems'ka in due parziali. Chiude l'anno superando le qualificazioni al WTA 125K di Houston e perdendo al primo turno contro Lauren Davis.
Termina l'anno al numero 265 della classifica mondiale.

### 2019
Dopo non aver superato le qualificazioni ad Auckland, riesce a raggiungere la finale all'ITF di Trnava, dove cede a Lucie Hradecká in tre set. Riesce a passare le qualificazioni a Monterrey, battendo McHale (6-2 6-4), Guarachi (6-1 6-0) e Ruse (6-2 6-3). Al primo turno si arrende alla testa di serie numero 1 Angelique Kerber, per 6(4)-7 2-6. Nell'ITF 80K di Dothan, partendo dalle qualificazioni, riesce a vincere il titolo battendo in finale Lauren Davis in tre set (annullando anche un match point). Al Roland Garros, passa le qualificazioni senza cedere un set a Allertová, Korpatsch e Swan. Nel main-draw, riesce a ottenere la sua prima vittoria in carriera in questo slam contro l'ex campionessa del 2009 Svetlana Kuznecova (6-4 6-2). Al secondo turno viene sconfitta da Karolína Plíšková (n° 2 del mondo) per 2-6 2-6. Non riesce a passare le quali a Wimbledon (fermata da Šarapova) mentre riesce a entrare nel tabellone principale di Losanna battendo Kathinka von Deichmann e Giulia Gatto-Monticone. Al primo turno si arrende ad Anastasija Potapova per 3-6 1-6. È costretta al ritiro al Baltic Open nel match di primo turno contro Ormaechea mentre a settembre prova le quali agli US Open: al primo turno si impone su Greet Minnen in due set; al secondo turno elimina Bibiane Schoofs in tre parziali mentre nell'ultimo turno viene sconfitta da Tereza Martincová, per 6-4 2-6 2-6. Chiude la stagione non passando le qualificazioni a Osaka (perdente dalla wild card Okamura) e con un primo turno a Hiroshima (battuta da Varvara Flink per 3-6 2-6).
Termina la stagione in risalita nel ranking, al numero 169 del mondo.

### 2020: primo titolo WTA 125
Kristína inizia l'anno provando le qualificazioni all'Australian Open; viene tuttavia sconfitta al primo turno da Barbara Haas per 6-2 4-6 4-6. Non riesce a qualificarsi né a Dubai (battuta nell'ultimo turno da Van Uytvanck) né ad Acapulco (eliminata subito da Anhelina Kalinina). A Monterrey riesce a qualificarsi al primo main draw dell'anno da lucky loser (dopo aver perso da Havarcova nell'ultimo turno). Al primo turno viene fermata da Marie Bouzková, per 4-6 2-6. A livello ITF riesce a ottenere tre quarti di finale.
Da marzo a settembre è costretta a una pausa forzata dovuta alla pandemia di COVID-19, che blocca tutto il mondo del tennis.
Kučová partecipa al WTA 125K di Praga come primo torneo giocato dopo il rientro. Accreditata della testa di serie numero 18, supera in due set Mrdeža e Paar. Al terzo turno si impone su Kyoka Okamura per 6-2 6-1, mentre agli ottavi vince in rimonta contro Clara Tauson per 1-6 6-1 6-3. Ai quarti lascia 2 giochi a Francesca Jones, accedendo alla semifinale. Nel penultimo atto affronta la serba Ivana Jorović: la slovacca vince nettamente per 6-3 6-1, regalandosi la prima finale WTA della carriera. Nell'ultimo atto sfida l'italiana Elisabetta Cocciaretto, numero 2 del seeding: a sorpresa, Kučová la spunta per 6-4 6-3, conquistando così il primo titolo WTA della carriera.
Questo successo le consente di salire dal numero 173 del mondo al numero 139 delle classifiche. Chiude l'anno disputando le qualificazioni al Roland Garros e all'ITF 100K di Charleston, in entrambi i casi senza successo.
Termina l'annata al numero 147 del mondo.

### 2021 - prima finale in un WTA 250
Kristína prova le qualificazioni per l'Australian Open: cede all'esordio a Olga Danilović (2-6 2-6). Non passa le qualificazioni a Guadalajara mentre a Monterrey riesce a centrare il primo main-draw stagionale, battendo Bolsova e Curenko; al primo turno, riesce a estromettere la 1° testa di serie del torneo Sloane Stephens (6-2 6-2). Al secondo turno, perde dalla futura campionessa Leylah Fernandez (1-6 4-6). A Miami, la slovacca riesce nuovamente a passare il tabellone cadetto, grazie ai due successi su Wang e sulla connazionale Schmiedlová; al primo turno, elimina l'americana Hailey Baptiste (6-4 2-6 7-5) prima di cedere in tre set alla n°1 del mondo Ashleigh Barty (3-6 6-4 5-7, non sfruttando un match-point). Dopo un ritiro nel match di primo turno del WTA 250 di Charleston, la slovacca raggiunge i quarti nei due ITF di Zagabria e Saint Gaudens; in entrambe le circostanze, esce di scena contro Alexandra Dulgheru. Anche all'Open di Francia, come successo in Australia, Kristína non riesce a centrare il main draw, cedendo il passo a Zavac'ka in tre set. A Vallo della Brazza, Kučová batte la spagnola Párrizas Díaz (4-6 7-5 6-3) e la padrona di casa Mrdeža (3-6 6-4 6-3). Tra le ultime otto, si arrende nettamente alla futura campionessa Jasmine Paolini (1-6 1-6). Come nei precedenti due appuntamenti slam, anche a Wimbledon la slovacca non accede al tabellone principale, fermandosi contro Astra Sharma al secondo turno (7-6(4) 4-6 3-6). In seguito, Kristína si presenta sulla terra di Amburgo, dove prova le qualificazioni: elimina la tedesca Stephanie Wagner (6-1 4-6 6-4) prima di essere estromessa da Mandy Minella (3-6 3-6); tuttavia, viene ripescata come lucky-loser e, al primo turno, si impone su Mona Barthel per 6-3 7-6(4). Agli ottavi, cede il passo a Danielle Collins per 6-1 2-6 3-6.
In seguito, Kučová si presenta al BNP Paribas Poland Open: al primo turno, batte nettamente Urszula Radwańska (6-2 6-1) mentre al secondo turno ingaggia una battaglia contro Irina Bara, vinta solo per 6-4 al terzo parziale. Ai quarti di finale, sconfigge Ekaterine Gorgodze con lo score di 6(4)-7 7-6(7) 7-6(3), in una partita durata 3 ore e 57 minuti (la più lunga dell'anno) in cui ha anche annullato 4 match point. In semifinale, lascia tre giochi a Korpatsch, approdando così alla sua prima finale in un WTA 250 in carriera; nella circostanza, si arrende a Maryna Zanevs'ka per 4-6 6(4)-7. La settimana successiva, gioca a Cluj-Napoca, dove è accreditata dell'ottava testa di serie: si impone agevolmente su Çağla Büyükakçay (6-1 6-1) per poi battere nuovamente Irina Bara in tre set; ai quarti, si fa sorprendere dall'egiziana Sherif, che la elimina con un netto 3-6 1-6. Grazie a questi risultati, risale nel ranking, piazzandosi tra le prime 120.
In seguito, tenta le qualificazioni per lo US Open: sconfigge Daniela Seguel (6-3 6-2), Hanna Chang (7-5 7-6(5)) e poi perde da Katie Boulter (5-7 6-2 4-6) nel turno decisivo. Viene poi ripescata come lucky loser: al primo turno, supera Ann Li (7-5 6-1), cogliendo il secondo turno a New York per la prima volta in carriera; nella circostanza, viene eliminata da Simona Halep, con lo score di 3-6 1-6. Dopo un primo turno a Portorose, prende parte al torneo di Indian Wells, dove si arrende al secondo turno del tabellone cadetto contro Mai Hontama; viene ripescata nel main-draw come lucky-loser, ma, all'esordio, cede a Shelby Rogers (2-6 2-6).

## Statistiche WTA

### Singolare

#### Sconfitte (1)
| Legenda              |
| -------------------- |
| Grande Slam (0)      |
| Argenti Olimpici (0) |
| WTA Finals (0)       |
| WTA Elite Trophy (0) |
| Dal 2021             |
| WTA 1000 (0)         |
| WTA 500 (0)          |
| WTA 250 (1)          |

| N. | Data           | Torneo                          | Superficie  | Avversaria in finale | Punteggio   |
| 1. | 25 luglio 2021 | BNP Paribas Poland Open, Gdynia | Terra rossa | Maryna Zanevs'ka     | 4-6, 6(4)-7 |

## Circuito WTA 125

### Singolare

#### Vittorie (1)
| N. | Data             | Torneo                       | Superficie  | Avversaria in finale   | Punteggio |
| 1. | 6 settembre 2020 | TK Sparta Prague Open, Praga | Terra rossa | Elisabetta Cocciaretto | 6-4, 6-3  |

## Statistiche ITF

### Singolare

#### Vittorie (11)
| Torneo $100.000 (0) |
| Torneo $80.000 (1)  |
| Torneo $75.000 (0)  |
| Torneo $60.000 (0)  |
| Torneo $50.000 (2)  |
| Torneo $25.000 (6)  |
| Torneo $15.000 (0)  |
| Torneo $10.000 (2)  |

| N.  | Data              | Torneo                                                         | Superficie      | Avversaria in finale   | Score            |
| 1.  | 20 maggio 2007    | Michalovce Cup, Michalovce                                     | Terra rossa     | Katarzyna Piter        | 2-6, 6-3, 6-4    |
| 2.  | 24 giugno 2012    | Future Alkmaar, Alkmaar                                        | Terra rossa     | Janina Toljan          | 6-3, 6-4         |
| 3.  | 8 luglio 2012     | Open GDF SUEZ de la Porte du Hainaut, Denain                   | Terra rossa     | Michaela Hončová       | 6-2, 1-6, 6-2    |
| 4.  | 28 luglio 2013    | Open GDF SUEZ des Contamines-Montjoie, Les Contamines-Montjoie | Cemento         | Clothilde de Bernardi  | 7-5, 6(3)-7, 6-3 |
| 5.  | 18 agosto 2013    | Trofeul Popeci, Craiova                                        | Terra rossa     | Alberta Brianti        | 7-5, 3-6, 6-4    |
| 6.  | 27 luglio 2014    | Powiat Poznanski Open, Sobota                                  | Terra rossa     | Sesil Karatančeva      | 1-6, 7-5, 6-3    |
| 7.  | 31 agosto 2014    | Open International Féminin de Wallonie de Tennis, Fleurus      | Terra rossa     | Evgenija Rodina        | 6-3, 6-4         |
| 8.  | 28 febbraio 2015  | Beinasco Open, Beinasco                                        | Terra rossa (i) | Barbora Krejčíková     | 6-4, 7-6(3)      |
| 9.  | 5 luglio 2015     | Bella Cup, Toruń                                               | Terra rossa     | Giulia Gatto-Monticone | 4-6, 6-1, 6-4    |
| 10. | 26 settembre 2015 | UTF Cup, Buča                                                  | Terra rossa     | Alexandra Cadanțu      | 4-6, 7-6(5), 6-0 |
| 11. | 21 aprile 2019    | Dothan Pro Tennis Classic, Dothan                              | Terra verde     | Lauren Davis           | 3-6, 7-6(9), 6-2 |

#### Sconfitte (14)
| Torneo $100.000 (1) |
| Torneo $80.000 (0)  |
| Torneo $75.000 (0)  |
| Torneo $60.000 (0)  |
| Torneo $50.000 (2)  |
| Torneo $25.000 (9)  |
| Torneo $15.000 (0)  |
| Torneo $10.000 (2)  |

| N.  | Data              | Torneo                                                      | Superficie  | Avversaria in finale     | Score               |
| 1.  | 22 aprile 2007    | Gariful Hvar Open, Lesina                                   | Terra rossa | Karolina Jovanović       | 1–6, 4–6            |
| 2.  | 25 maggio 2008    | Distrigaz Sud, Galați                                       | Terra rossa | Valentina Sulpizio       | 2–6, 6(2)–7         |
| 3.  | 10 agosto 2008    | Hechingen Ladies Open, Hechingen                            | Terra rossa | Maša Zec Peškirič        | 6–3, 6(1)–7, 3–6    |
| 4.  | 7 settembre 2008  | Infond Open, Maribor                                        | Terra rossa | Maša Zec Peškirič        | 2–6, 6(6)–7         |
| 5.  | 29 marzo 2009     | Open Isla Bonita, La Palma                                  | Cemento     | Anastasija Sevastova     | 6-4, 1-6, 1-6       |
| 6.  | 12 luglio 2009    | Open Diputación, Pozoblanco                                 | Cemento     | Angelique Kerber         | 3-6, 4-6            |
| 7.  | 6 giugno 2010     | RC Sport Trophy, Brno                                       | Terra rossa | Zuzana Ondrášková        | 3–6, 6–4, 2–6       |
| 8.  | 26 settembre 2010 | TC 2000 Sever Dron, Bucarest                                | Terra rossa | Mădălina Gojnea          | 4–6, 4–6            |
| 9.  | 30 giugno 2013    | Smart Card Open Monet+, Zlín                                | Terra rossa | Melanie Klaffner         | 3–6, 2–6            |
| 10. | 15 settembre 2013 | Allianz Cup, Sofia                                          | Terra rossa | Patricia Mayr-Achleitner | 2–6, 6–1, 3–6       |
| 11. | 27 ottobre 2013   | Marjorie Sherman Women's Circuit, Herzliya                  | Cemento     | Julija Bejhel'zymer      | 3–6, 6–4, 2–5, rit. |
| 12. | 18 marzo 2018     | Women's ITF Irapuato Club de Golf Santa Margarita, Irapuato | Cemento     | Marie Bouzková           | 4-6, 0-6            |
| 13. | 10 febbraio 2019  | Empire Women's Indoor, Trnava                               | Cemento (i) | Lucie Hradecká           | 4-6, 6-3, 6(0)-7    |
| 14. | 27 novembre 2021  | Al Habtoor Tennis Challenge, Dubai                          | Cemento     | Darija Snihur            | 3-6, 0-6            |

### Doppio

#### Vittorie (5)
| Torneo $100.000 (0) |
| Torneo $80.000 (0)  |
| Torneo $75.000 (0)  |
| Torneo $60.000 (0)  |
| Torneo $50.000 (2)  |
| Torneo $25.000 (0)  |
| Torneo $15.000 (0)  |
| Torneo $10.000 (3)  |

| N. | Data              | Torneo                                | Superficie  | Compagna             | Avversarie in finale                  | Score               |
| 1. | 31 marzo 2007     | ITF Women's Circuit Cairo, Il Cairo   | Terra rossa | Zuzana Kučová        | Melissa Berry Michelle Gerards        | 6(3)–7, 6–4, 6-3    |
| 2. | 19 maggio 2007    | Michalovce Cup, Michalovce            | Terra rossa | Klaudia Boczová      | Olga Brózda Justyna Jegiołka          | 7-5, 4-6, 6-3       |
| 3. | 24 maggio 2008    | Distrigaz Sud, Galați                 | Terra rossa | Valentina Sulpizio   | Alexandra Cadanțu Antonia Xenia Tout  | 6-0, 6-2            |
| 4. | 13 giugno 2009    | Smart Card Open Monet+, Zlín          | Terra rossa | Zuzana Kučová        | Nikola Fraňková Carmen Klaschka       | 6-3, 6-4            |
| 5. | 20 settembre 2015 | Open GDF SUEZ de Bretagne, Saint-Malo | Terra rossa | Anastasija Sevastova | Maria Marfutina Natal'ja Vichljanceva | 6(1)–7, 6–3, [10–5] |

#### Sconfitte (2)
| Torneo $100.000 (1) |
| Torneo $80.000 (0)  |
| Torneo $75.000 (0)  |
| Torneo $60.000 (0)  |
| Torneo $50.000 (1)  |
| Torneo $25.000 (0)  |
| Torneo $15.000 (0)  |
| Torneo $10.000 (0)  |

| N. | Data           | Torneo                    | Superficie  | Compagna             | Avversarie in finale            | Score            |
| 1. | 10 maggio 2008 | Jounieh Open, Jounieh     | Terra rossa | Stefanie Vögele      | Nina Bratčikova Veronika Kapšaj | 5–7, 6–3, [6–10] |
| 2. | 3 maggio 2009  | Soweto Open, Johannesburg | Cemento     | Anastasija Sevastova | Naomi Cavaday Lesja Curenko     | 2-6, 6-2, [9-11] |

## Grand Slam Junior

### Singolare

#### Vittorie (1)
| Tornei del Grande Slam  |
| ----------------------- |
| Australian Open (0)     |
| Open di Francia (0)     |
| Torneo di Wimbledon (0) |
| US Open (1)             |

| N. | Data             | Torneo            | Superficie | Avversario in finale | Punteggio        |
| 1. | 8 settembre 2007 | US Open, New York | Cemento    | Urszula Radwańska    | 6-3, 1-6, 7-6(4) |

## Risultati in progressione
| Sigla | Risultato               |
| ----- | ----------------------- |
| V     | Vincitore               |
| F     | Finalista               |
| SF    | Semifinalista           |
| O     | Oro olimpico            |
| A     | Argento olimpico        |
| SF    | Bronzo olimpico         |
| QF    | Quarti di Finale        |
| 4T    | Quarto turno            |
| 3T    | Terzo turno             |
| 2T    | Secondo turno           |
| 1T    | Primo turno             |
| RR    | Round Robin             |
| LQ    | Turno di qualificazione |
| A     | Assente                 |
| ND    | Non disputato           |

| Legenda superfici    |
| -------------------- |
| Cemento              |
| Terra battuta        |
| Erba                 |
| Superficie variabile |

### Singolare nei tornei del Grande Slam
| Torneo          | 2009 | 2010 | 2011 | 2012 | 2013 | 2014 | 2015 | 2016 | 2017 | 2018 | 2019 | 2020 | 2021 | 2022 | 2023 | V--S |
| --------------- | ---- | ---- | ---- | ---- | ---- | ---- | ---- | ---- | ---- | ---- | ---- | ---- | ---- | ---- | ---- | ---- |
| Australian Open | A    | 1T   | A    | Q1   | A    | Q1   | Q2   | Q3   | 2T   | 1T   | A    | Q1   | Q1   | 2T   | 1T   | 2-5  |
| Open di Francia | Q1   | Q1   | Q1   | A    | A    | Q1   | Q1   | Q3   | 1T   | 1T   | 2T   | Q1   | Q2   | 1T   | 1T   | 1-5  |
| Wimbledon       | 2T   | Q1   | Q1   | A    | A    | Q1   | Q1   | Q2   | 2T   | A    | Q1   | ND   | Q2   | 2T   | A    | 3-3  |
| US Open         | Q1   | Q1   | Q2   | A    | A    | Q1   | Q1   | 1T   | A    | A    | Q3   | A    | 2T   | A    | A    | 1-2  |
| Totale          | 1-1  | 0-1  | 0-0  | 0-0  | 0-0  | 0-0  | 0-0  | 0-1  | 2-3  | 0-2  | 1-1  | 0-0  | 1-1  | 2-3  | 0-2  | 7-15 |

## Vittorie contro giocatrici Top 10
| Stagione | 2016 | Totale |
| Vittorie | 1    | 1      |

| #    | Giocatrice           | Ranking | Evento                  | Superficie | Turno | Punteggio     | Rank. KKR |
| ---- | -------------------- | ------- | ----------------------- | ---------- | ----- | ------------- | --------- |
| 2016 |                      |         |                         |            |       |               |           |
| 1.   | Carla Suárez Navarro | 9       | Canadian Open, Montréal | Cemento    | 2T    | 3-6, 6-4, 6-4 | 121       |